# John McLean
John Frederick McLean (Menominee, Michigan, 10 de gener de 1878 – 4 de juny de 1955) va ser un jugador de futbol americà universitari, atleta i entrenador estatunidenc, que va prendre part en els Jocs Olímpics de París el 1900.
En aquells jocs va disputar quatre proves, els 110 metres tanques, el salt de llargada, el triple salt i el triple salt aturat. Els millors resultats els va obtenir en la primera de les proves, on guanyà la medalla de plata rere Alvin Kraenzlein.
El 1899 havia estat escollit millor jugador de futbol americà jugant amb la Universitat de Michigan. Posteriorment va exercir d'entrenador als equips del Knox College i la Universitat de Missouri durant la dècada de 1900. Fou acomiadat del seu lloc d'entrenador a Missouri el gener 1906 quan va ser acusat de pagar diners per a un jugador.